# Oscar Van Schoor

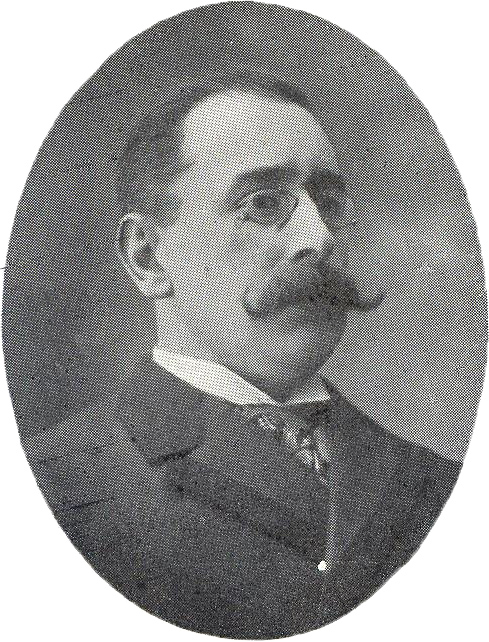
Oscar Van Schoor in 1912

Oscar Van Schoor (Dendermonde, 4 februari 1873 – Antwerpen, 9 juli 1936) was een Belgische apotheker, esperantist en volkskundige.
Hij behaalde in 1896 zijn diploma van apotheker aan de Rijksuniversiteit Gent. Hij vestigde zich eerst als apotheker in Herentals, maar nam op 1 januari 1900 de apotheek van Auguste Stevens in de Vondelstraat te Antwerpen over. Hij trouwde op 9 november 1910 met Leonie De Wolf, zuster van de Brugse apotheker en volkskundige Karel De Wolf, die voordien stagiair bij hem geweest was.
Als apotheker was hij auteur van een groot aantal artikelen in vaktijdschriften en (mede)oprichter en bestuurslid van talrijke verenigingen.
Esperanto leerde hij als autodidact in 1896. Na zijn verhuizing naar Antwerpen ontplooide hij een grote activiteit als stichter en bestuurslid van Esperantoverenigingen, vertaler naar het Esperanto en auteur van originele werken, en mede-organisator van congressen.
In de volkskunde werd Van Schoor geïntroduceerd door museumconservator Frans Claes en door zijn schoonbroer Karel De Wolf.

## Bron
- Apoteker Oscar Van Schoor (1873-1936). Bij de honderdste verjaardag van zijn geboorte Farmaceutisch tijdschrift voor België, 50e jaargang, nummer 5, sept.-okt. 1973) (auteurs: L.J. Vandewiele, B. Mattelaer, P. Boeynaems)

- Digitale Bibliotheek voor de Nederlandse Letteren: scho356
- Gemeinsame Normdatei: 1123972753
- International Standard Name Identifier: 0000 0003 8847 5424
- Nederlandse Thesaurus van Auteursnamen: 06980236X
- Système universitaire de documentation: 181985403
- Virtual International Authority File: 281647404
- WorldCat: E39PBJkMDF3vrJrVfg494QvCQq